# Australia na zimowych igrzyskach olimpijskich

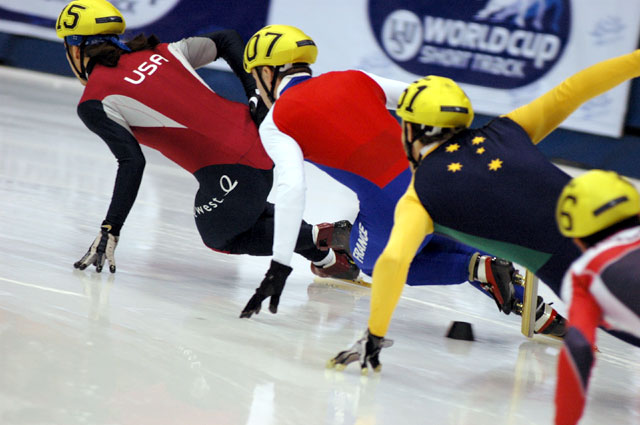
Mark McNee (trzeci od lewej), łyżwiarz szybki w short tracku na Pucharze Świata 2004 w Saguenay w kombinezonie w australijskich barwach narodowych (zielonej i złotej) oraz z symbolem Krzyża Południa.

Australia na zimowych igrzyskach olimpijskich pojawiła się po raz pierwszy w 1936 w Garmisch-Partenkirchen i uczestniczyła odtąd we wszystkich kolejnych oprócz tych, które miały miejsce w 1948 w Sankt Moritz.
Australia zdobyła swój pierwszy medal z zimowych igrzysk olimpijskich, brązowy, w 1994 w short tracku w sztafecie na dystansie 5000 metrów. Pierwszy medal indywidualny dla Australii zdobyła Zali Steggall, był to brązowy medal w 1998 w slalomie narciarskim kobiet. Podczas igrzysk w 2002 złote medali zdobyli Steven Bradbury w short tracku na dystansie 1000m i Alisa Camplin w narciarskich skokach akrobatycznych, dzięki czemu Australia stała się jedynym państwem z półkuli południowej, które kiedykolwiek zdobyło złote medale na Zimowych Igrzyskach Olimpijskich.
Na Zimowych Igrzyskach Olimpijskich 2006 w Turynie Australię reprezentowało 40 zawodników, najwięcej w całej historii startów sportowców z tego kraju. Pierwszy raz też z góry założonym celem było zdobycie medalu, co udało się Daleowi Begg-Smithowi, który zdobył złoty medal w narciarstwie dowolnym. Medal zdobyła także, drugi raz w swojej karierze, Alisa Camplin, zajmując trzecie miejsce w skokach akrobatycznych.

## Historia
Australia pierwszy raz wzięła udział w zimowych igrzyskach olimpijskich w 1936. Kraj ten miał wtedy jednego reprezentanta, Kennetha Kennedy'ego, uczestniczącego w zawodach w łyżwiarstwie szybkim. Australia nie wysłała drużyny na Zimowe Igrzyska Olimpijskie 1948, ale potem brała udział w każdych kolejnych igrzyskach. Na igrzyska w 1952 wysłano 9 sportowców. Na Zimowych Igrzyskach Olimpijskich 1956 Colin Hickey, nazywany "szczurem na lodowisku", był 7. w łyżwiarstwie szybkim na 500 i 1000 metrów. Planował on rozpocząć karierę w hokeju na lodzie, lecz ostatecznie wybrał łyżwiarstwo szybkie. Jedynym powodem zmiany dyscypliny był niski wzrost w dzieciństwie.
W 1960 Australię reprezentowało 31 sportowców, co do 2006 było największą liczbą reprezentantów tego kraju. Liczba zawodników była tak duża dzięki drużynie hokejowej, która grała jednak na bardzo niskim poziomie: straciła 88 bramek i przegrała wszystkie sześć meczów. W kombinacji norweskiej, jedyny raz w całej historii startów Australijczyków, brał wtedy udział Hal Nerdal. W przeciwieństwie do licznej reprezentacji w 1960, w kolejnych igrzyskach liczba zawodników była najmniejsza od 1936 – w 1968 na igrzyska pojechało tylko trzech zawodników.
Na igrzyskach w 1964 zginął w czasie treningu australijski narciarz Ross Milne.
Łyżwiarz szybki Colin Coates sześciokrotnie brał udział w igrzyskach, od 1968 do 1988. Najlepszym jego wynikiem było 6. miejsce na 10 000 metrów w 1976, co było najwyższą pozycją zawodnika z Australii do igrzysk w 1994 w Lillehammer. W 1988 Coates pojechał na igrzyska formalnie tylko jako trener, lecz na chwilę przed rozpoczęciem zawodów włożył kombinezon, wystartował i uzyskał swój rekordowy czas. Australia wzięła też udział w pierwszych Zimowych Igrzyskach Paraolimpijskich 1976 w szwedzkim Örnsköldsvik i odtąd brała już udział w każdej edycji igrzysk paraolimpijskich.
Australijska sztafeta w short tracku pojawiła się na igrzyskach w 1992 po zdobyciu mistrzostwa świata, ale odpadła w półfinałach. W 1992 Australia zdobyła swoje pierwsze medale igrzysk paraolimpijskich; były to: jeden medal złoty, jeden srebrny i dwa brązowe. W 1994 sztafeta w short tracku zajęła trzecie miejsce, zdobywając tym samym pierwszy medal zimowych igrzysk olimpijskich dla Australii, taktyka australijskich zawodników polegała na tym aby utrzymać się na łyżwach i nie zostać zdyskwalifikowanym, jadąc w taki sposób udało im się pokonać jedną drużynę w finale. Pierwszy medal indywidualnie zdobyła Zali Steggall, zajmując w 1998 trzecią pozycję w slalomie.
Podczas igrzysk w 2002 Australia zdobyła dwa złote medale. Członek sztafety, która w 1994 uzyskała brązowy medal, Steven Bradbury, zdobył złoto w finale short tracku jadąc przez praktycznie cały wyścig na ostatnim miejscu, wysunął się na prowadzenie dopiero wtedy kiedy prowadzący wyścig zawodnik przewrócił się podcinając nogi trzem innym łyżwiarzom, a jadący daleko z tyłu Bradbury uniknął kolizji z leżącymi na lodzie zawodnikami – według słów Bradbury'ego była to świadoma taktyka, ponieważ zadawał sobie sprawę z wyższości innych zawodników.
Kolejnym kandydatem do zdobycia medalu był skoczek akrobatyczny Jacqui Cooper, jednak doznał kontuzji podczas treningu. Drugie złoto dla Australii zdobyła w skokach akrobatycznych Alisa Camplin. Było to jej pierwsze zwycięstwo, wcześniej nigdy nie wygrała zawodów Pucharu Świata; dzień przed startem ze zdenerwowania przed zawodami nie zjadła nawet kolacji.
W 2006 Australię reprezentowało 40 sportowców w 10 konkurencjach, było to najwięcej zawodników w historii tego kraju. Pierwszy raz także Australia oficjalnie liczyła na zdobycie medalu.
Jedna z medalowych nadziei, Lydia Ierodiaconou, doznała kontuzji przy lądowaniu podczas drugiego skoku kwalifikacyjnego w narciarskich skokach akrobatycznych. Do finałów doszły Jacqui Cooper i Alisa Camplin. Cooper wygrała kwalifikacje, lecz upadła przy obu skokach w finale, Camplin natomiast zdobyła brązowy medal. Złoto zdobyła faworytka w jeździe po muldach podwójnych, Dale Begg-Smith. Kolejna zawodniczka uznawana za kolejną medalową nadzieję, Torah Bright, ostatecznie zdobyła piąte miejsce. Zawodnikiem mającym szanse na medal był również Damon Hayler, lecz zajął dopiero siódme miejsce w snowcrossie.
Startująca w skeletonie Michelle Steele, także była uważana za kandydatkę do medalu, lecz jej brak doświadczenia i trudna technicznie trasa spowodowały, że była ostatecznie 13. Ze względu na to, że w sztafecie w short tracku uczestniczyło tylko osiem drużyn, medalowe szanse widziano także w starcie australijskiej sztafety; ostatecznie nie dotarli oni do finału A.

## Poparcie społeczeństwa
Zainteresowanie sportami zimowymi rosło w Australii z czasem. Start Kennetha Kennedy'ego podczas igrzysk w 1936 był oficjalnie zatwierdzony i oceniony przez Australijską Federację Olimpijską, jednakże opieka nad zawodnikiem i wsparcie były dość małe. Colin Hickey powiedział, że nie dostał żadnego stroju na Zimowe Igrzyska Olimpijskie 1952 od Australijskiej Federacji Olimpijskiej, prócz czarnej opaski na ramię i krawata jako symbol żałoby po śmierci króla Anglii Jerzego VI. Powiedział także, że urzędnicy "nie kontrolowali mnie. (...) Wszystko co od nich usłyszałem to czasy, które mam uzyskać".
Po igrzyskach w 1960, podczas których Australijska drużyna hokeja na lodzie poniosła klęskę przegrywając wszystkie mecze, rozgorzała dyskusja na temat kompromisu pomiędzy selekcją zawodników a ich uczestnictwem w igrzyskach. Na konferencji w 1963 Kenneth Kennedy narzekał na fakt, iż wina nie leży po stronie ich drużyny narodowej. Uzasadniał to faktem, iż australijscy hokeiści nie dorównywali światowemu poziomowi, lecz nigdy nie będą dobrą drużyną, dopóki nie zaczną rozgrywać meczów z drużynami z innych krajów. Edgar Tanner podał w wątpliwość jego tezę zastanawiając się, czy australijscy sportowcy jadą na igrzyska olimpijskie aby rywalizować z innymi zawodnikami na światowym poziomie i uzyskiwać wyniki na konto Australii, czy "tylko po to, aby uczestniczyć w igrzyskach". Zajmujący się kolarstwem Bill Young odparł jego zarzuty, mówiąc: "Myślałem, że myślą przewodnią igrzysk jest to, aby w nich uczestniczyć".
Po Zimowych Igrzyskach Olimpijskich 1968, kiedy jedynym narciarzem alpejskim reprezentującym Australię był Malcolm Milne, delegat narciarski dr Peter Blaxland stwierdził, iż nie powinno się wysyłać narciarzy wbrew ich woli z powodów psychologicznych. W odpowiedzi na to Sir Wilfrid Kent Hughes wyraził obawę, iż na igrzyska może zostać wysłany sportowiec niemający szans na dobre wyniki.
W 1993 utworzono w Axams niedaleko Innsbrucku w Austrii centrum treningowe letnich i zimowych sportów Sonnpark, jako wspólne przedsięwzięcie Australijskiego i Austriackiego Komitetu Olimpijskiego. Colin Hickey powiedział o Sonnparku: "Jest świetny. (...) Z tymi rodzajami wsparcia mogliśmy wycisnąć z Europejczyków ostatnie poty". Australia wkrótce sprzedała ośrodek. Po igrzyskach w 1998 w Nagano utworzono Australijski Instytut Zimowych Igrzysk Olimpijskich (wstępnie nazwany Australijskim Instytutem Sportów Zimowych).
Zawodnicy z Australii podczas igrzysk w 2002 brali udział w pięciu dyscyplinach sportowych. Była to najmniejsza liczba dyscyplin od igrzysk 1984. Wtedy to pierwszy raz od 1976 nie wystąpił żaden biegacz narciarski; nie wystąpił także żaden bobsleista, pierwszy raz od debiutu Australijczyków w tym sporcie w 1988. Australijski bobsleista, Will Alstergren, powiedział: "Pokonaliśmy także połowę drużyn obecnie walczących w Salt Lake City, lecz niestety nie mogliśmy wypełnić wysokich wymagań Australijskiego Komitetu Olimpijskiego". Wysokie minima Australii były też wymieniane jako jeden z powodów, przez które Australia nie brała udziału w biegach narciarskich.
Podczas igrzysk w 2002 australijska stacja telewizyjna Seven Network przedstawiła talk show w konwencji programu satyrycznego prowadzony przez duet Roy and HG nazwany The Ice Dream (ang. lodowe marzenie), w którym przeprowadzali oni wywiady z kilkoma sławami i promowali kandydaturę Smiggin Holes do organizacji Zimowych Igrzysk Olimpijskich 2010.
Zdobycie złotych medali przez Stevena Bradbury'ego i Alisę Camplin zostało uczczone przez australijską pocztę, która wydała okolicznościowe znaczki z ich podobiznami, podobnie jak po sukcesach australijskich sportowców na Letnich Igrzyskach Olimpijskich 2000 w Sydney. Znaczki te zostały wyprodukowane, w przeciwieństwie do tych z 2000 roku, z wykorzystaniem szybkiego druku offsetowego. Emisję znaczków z podobizną Bradbury'ego rozpoczęto 20 lutego, a znaczków z Camplin 22 lutego, cztery dni po zdobyciu przez nich medali.
Każdy z nich za wykorzystanie ich wizerunku otrzymał po 20 000 dolarów australijskich. Bradbury powiedział: "Powinienem otrzymać samochód. Nie mam go już od dłuższego czasu"; potem uznał produkcję tego znaczka za "wielki honor". Camplin także była zachwycona swoim znaczkiem, mówiąc: "Dla nas umieszczenie wśród letnich olimpijczyków mających swoje znaczki i poprzednich 39 legend sportowych także umieszczonych na znaczkach jest czymś cudownym".
21 lutego 2006 australijska poczta rozpoczęła emisję znaczków upamiętniających sukcesy Dale'a Begg-Smitha w Turynie, uzasadniając ją faktem, iż jego złoty medal umieścił go w "wąskim i zaszczytnym gronie sportowców". 
Australian Broadcasting Corporation relacjonowała także wydarzenia z Zimowych Igrzysk Paraolimpijskich 2006.

## Sporty zimowe w Australii

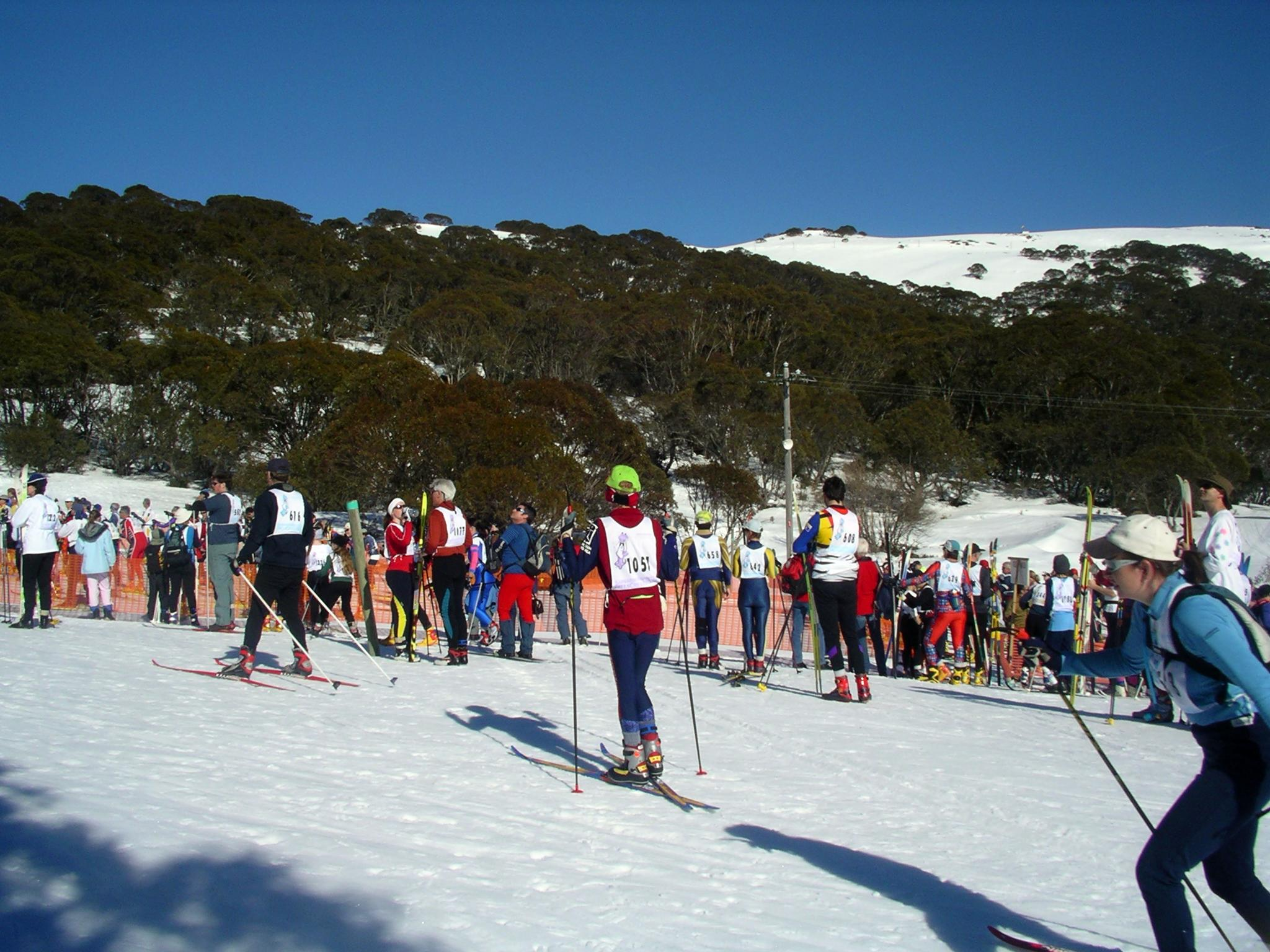
Start biegu Kangaroo Hoppet

Pomimo tego, że Australia uważana jest za kraj bardziej odpowiedni dla sportów letnich (fałszywa kandydatura Smiggin Holes do organizacji Zimowych Igrzysk Olimpijskich 2010 wymagała m.in. podwyższenia najwyższej góry Australii o ok. 300 m z użyciem śmieci), uprawiane są tam niektóre konkurencje zimowe. Opady śniegu notowane są w Alpach Australijskich oraz na niektórych obszarach Tasmanii. Alpy Australijskie są celem weekendowych wypadów mieszkańców Sydney, Melbourne i Canberry, w odróżnieniu od stoków na Tasmanii, oddalonych od największych miast Australii o ponad dzień drogi. W obydwu ośrodkach narciarskich nie ma jednak długich tras zjazdowych; także sezon narciarski jest stosunkowo krótki, gdyż trwa około 3 miesiące.
W 2004 w Blue Cow w Nowej Południowej Walii stworzono trasę do jazdy po muldach zwaną "Toppa's Dream". W Mount Buller organizowane są pierwsze w kalendarzu Pucharu Świata zawody w jeździe po muldach. Skoczkowie akrobatyczni trenują często na wodzie przed ćwiczeniami na śniegu (przykładem jest Camplin ćwicząca w sadzawce w Wandin niedaleko Melbourne). Kangaroo Hoppet, należący do Światowej Ligi Biegów Masowych, jest corocznym biegiem przyciągającym biegaczy z kilkunastu krajów. W Australii nie są uprawiane skoki narciarskie.
Niektóre główne miasta Australii posiadają lodowiska, które umożliwiają uprawianie sportów zimowych bez względu na klimat, np. subtropikalne Brisbane jest głównym ośrodkiem short tracku w Australii. Sydney było organizatorem Mistrzostw Świata w Short Tracku 1991 (podczas których zwyciężyła sztafeta australijska), a Brisbane Igrzysk Dobrej Woli 2001.
W Australii nie ma żadnego toru bobslejowego (wykorzystywanego w bobslejach, saneczkarstwie i skeletonie).

## Wyniki
| Rok | Sportowców | Konkurencji | Najlepszy wynik | Zawodnik                        | Konkurencja                             |
| --- | ---------- | ----------- | --------------- | ------------------------------- | --------------------------------------- |
| ZIO 1936 | 1          | 1           | 29.             | Kenneth Kennedy                 | łyżwiarstwo szybkie, 500 m              |
| Igrzyska olimpijskie w latach 1940 i 1944 zostały odwołane; Australia nie brała udziału w Zimowych Igrzyskach Olimpijskich 1948 |            |             |                 |                                 |                                         |
| ZIO 1952 | 9          | 4           | 10.             | Adrian Swan                     | łyżwiarstwo figurowe                    |
| ZIO 1956 | 10         | 3           | 7.              | Colin Hickey                    | łyżwiarstwo szybkie, 500 m              |
| ZIO 1960 | 31         | 6           | 12.             | Jacqueline Mason / Mervyn Bower | łyżwiarstwo figurowe, pary              |
| ZIO 1964 | 6          | 1           | 27.             | Christine Smith                 | narciarstwo alpejskie, zjazd            |
| ZIO 1968 | 3          | 3           | 24.             | Malcolm Milne                   | narciarstwo alpejskie, zjazd i slalom   |
| ZIO 1972 | 4          | 2           | 18.             | Colin Coates                    | łyżwiarstwo szybkie, 10 000 m           |
| ZIO 1976 | 8          | 3           | 6.              | Colin Coates                    | łyżwiarstwo szybkie, 10 000 m           |
| ZIO 1980 | 10         | 4           | 17.             | Jacqui Cowderoy                 | narciarstwo alpejskie, slalom           |
| ZIO 1984 | 11         | 5           | 19.             | Steven Lee                      | narciarstwo alpejskie, zjazd            |
| ZIO 1988 | 18         | 6           | 10.             | Danny Kah                       | łyżwiarstwo szybkie, 5000 m             |
| ZIO 1992 | 23         | 9           | 7.              | Sztafeta                        | short track, sztafeta 5000 m            |
| ZIO 1994 | 27         | 9           | 3.              | Sztafeta                        | short track, sztafeta 5000 m            |
| ZIO 1998 | 24         | 8           | 3.              | Zali Steggall                   | narciarstwo alpejskie, slalom           |
| ZIO 2002 | 27         | 5           | 1.              | Steven Bradbury                 | short track, 1000 m                     |
| ZIO 2002 | 27         | 5           | 1.              | Alisa Camplin                   | narciarstwo dowolne, skoki akrobatyczne |
| ZIO 2006 | 40         | 10          | 1.              | Dale Begg-Smith                 | narciarstwo dowolne, muldy              |
| ZIO 2010 | 40         | 11          | 1.              | Torah Bright                    | snowboard, halfpipe                     |
| ZIO 2010 | 40         | 11          | 1.              | Lydia Lassila                   | narciarstwo dowolne, skoki akrobatyczne |

### Medaliści
| Medal  | Zawodnik                                                      | Igrzyska olimpijskie | Sport                 | Konkurencja               |
| ------ | ------------------------------------------------------------- | -------------------- | --------------------- | ------------------------- |
| BRĄZ   | Steven Bradbury Kieran Hansen Andrew Murtha Richard Nizielski | Lillehammer 1994     | Short track           | sztafeta mężczyzn 5000 m  |
| BRĄZ   | Zali Steggall                                                 | Nagano 1998          | Narciarstwo alpejskie | slalom kobiet             |
| ZŁOTO  | Steven Bradbury                                               | Salt Lake City 2002  | Short track           | 1000 m mężczyzn           |
| ZŁOTO  | Alisa Camplin                                                 | Salt Lake City 2002  | Narciarstwo dowolne   | Skoki akrobatyczne kobiet |
| ZŁOTO  | Dale Begg-Smith                                               | Turyn 2006           | Narciarstwo dowolne   | Muldy mężczyzn            |
| BRĄZ   | Alisa Camplin                                                 | Turyn 2006           | Narciarstwo dowolne   | Skoki akrobatyczne kobiet |
| ZŁOTO  | Torah Bright                                                  | Vancouver 2010       | Snowboard             | Halfpipe kobiet           |
| ZŁOTO  | Lydia Lassila                                                 | Vancouver 2010       | Narciarstwo dowolne   | Skoki akrobatyczne kobiet |
| SREBRO | Dale Begg-Smith                                               | Vancouver 2010       | Narciarstwo dowolne   | Muldy mężczyzn            |

## Przegląd według sportów
Australijski Instytut Zimowych Igrzysk Olimpijskich ma program rozwoju dla narciarstwa alpejskiego, dowolnego, snowboardingu, short tracku, łyżwiarstwa figurowego oraz skeletonu. Podczas igrzysk w 2006 zawodnicy z Australii brali udział także w zawodach w biathlonie, biegach narciarskich, bobslejach i saneczkarstwie.

### Narciarstwo alpejskie

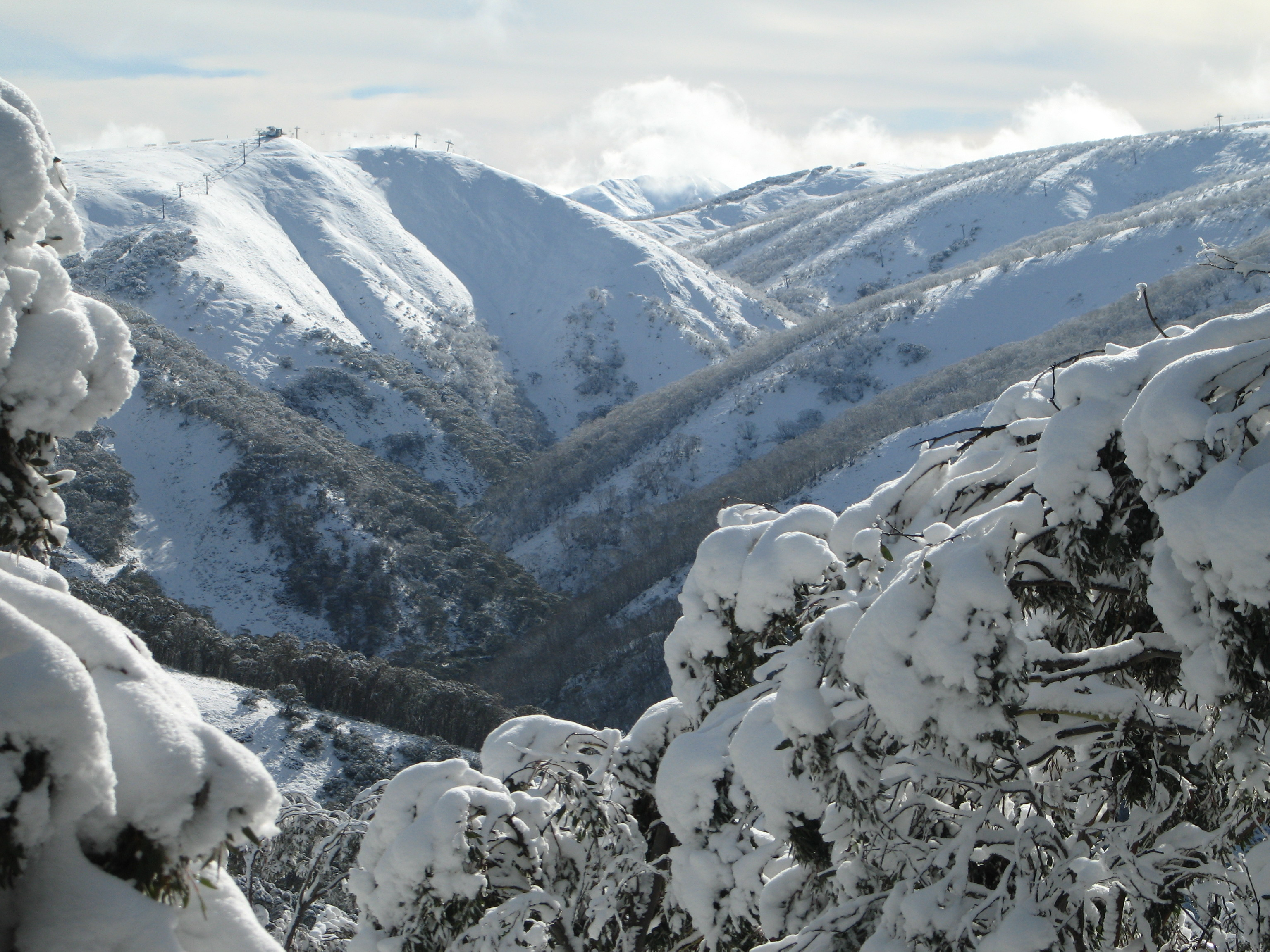
Mount Hotham w Alpach Australijskich, trasa narciarska Mary's Slide

Australijscy sportowcy brali udział w konkurencjach narciarstwa alpejskiego podczas każdych igrzysk, począwszy od 1952. Pierwszą alpejką reprezentującą Australię w tej konkurencji była w 1956 Christine Davy. Malcolm Milne, brat zmarłego podczas treningu podczas igrzysk w 1964 Rossa Milne, wygrał zawody Pucharu Świata w zjeździe w Val d’Isère w 1969 oraz zdobył medal mistrzostw świata w 1970 w zjeździe. Milne miał więc aspiracje do medalu igrzysk w 1972. Zdobycie medalu uniemożliwiła mu kontuzja kolana.
Steven Lee reprezentował swój kraj na trzech olimpiadach. Jego największym osiągnięciem było jednak pucharowe zwycięstwo, drugie w historii Australii, w super gigancie w 1985 w Furano.
Pierwszym medalem w tej konkurencji dla Australii był brąz Zali Steggall w slalomie w 1998. Podczas igrzysk w 2006 Australię reprezentowało 4 alpejczyków.

### Biathlon
Australia brała udział w biathlonie w każdych igrzyskach od 1984, z wyjątkiem igrzysk w 2002. Najlepszym wynikiem w tej konkurencji było 8. miejsce Kerryn Rim w 1994 w biegu indywidualnym na 15 km. W 2006 Australię reprezentował w tej konkurencji Cameron Morton.

### Łyżwiarstwo figurowe
Australijscy łyżwiarze figurowi pierwszy raz brali udział w olimpiadzie w 1952. Brali także udział w latach 1956, 1960 oraz w każdych igrzyskach od 1976. We wcześniejszych latach nie zdobywali jednak wysokich pozycji; zazwyczaj zajmowali ostatnie miejsca. W ostatnich latach osiągają jednak lepsze wyniki. Najlepszym wynikiem było dotychczas 10. miejsce Anthony'ego Liu w zawodach mężczyzn w 2002. W 2006 roku Australię reprezentowała Joanne Carter, zdobywając 25. miejsce.

### Narciarstwo dowolne
Australia była licznie reprezentowana w narciarstwie dowolnym. Australijscy narciarze brali udział w zjeździe po muldach na każdej olimpiadzie od 1988, kiedy to konkurencja ta stała się oficjalnym sportem igrzysk. Uczestniczyli także w zawodach w skokach akrobatycznych od 1994, kiedy to stały się oficjalnym sportem, oraz w 1992, w pokazach tej konkurencji.
Australia jest silną drużyną w skokach akrobatycznych kobiet. W konkurencji tej Australię reprezentowały Kirstie Marshall i Jacqui Cooper, które miały duże szanse na zdobycie medalu. Ostatecznie pierwszy medal w tej konkurencji zdobyła Alisa Camplin. Było to złoto podczas igrzysk w 2002.
Australię reprezentowało w 2006 w tej konkurencji dziewięciu sportowców (czterech w skokach akrobatycznych kobiet, czterech w jeździe po muldach mężczyzn i jeden w jeździe po muldach kobiet). Urodzona w Kanadzie Dale Begg-Smith zdobyła złoty medal w muldach. Lydia Ierodiaconou zakończyła swoje występy na tych igrzyskach kontuzją podczas drugiego skoku kwalifikacyjnego. Do finałów doszły Alisa Camplin i Jacqui Cooper (z rekordowym wynikiem wynoszącym 213.56). Ostatecznie medal zdobyła Camplin, zajmując trzecia pozycję za Szwajcarką Evelyne Leu i Chinką Li Nina.

### Narciarstwo klasyczne
Australijscy sportowcy pierwszy raz brali udział w biegach narciarskich w 1952. Później uczestniczyli także w latach 1960, 1968 oraz od 1980 do 1998. Zawodnicy z Australii nigdy nie brali udziału w zawodach w skokach narciarskich, w kombinacji norweskiej natomiast pojedynczy występ zaliczył Hal Nerdal w 1960.
W 2006 Australię reprezentowała w biegach trójka sportowców. Paul Murray i Esther Bottomley brali udział w sprincie mężczyzn. Clare-Louise Brumley planowała starty w biegu łączonym i w biegu na 30 km techniką dowolną, lecz uniemożliwiła jej to choroba.

### Bobsleje/saneczkarstwo

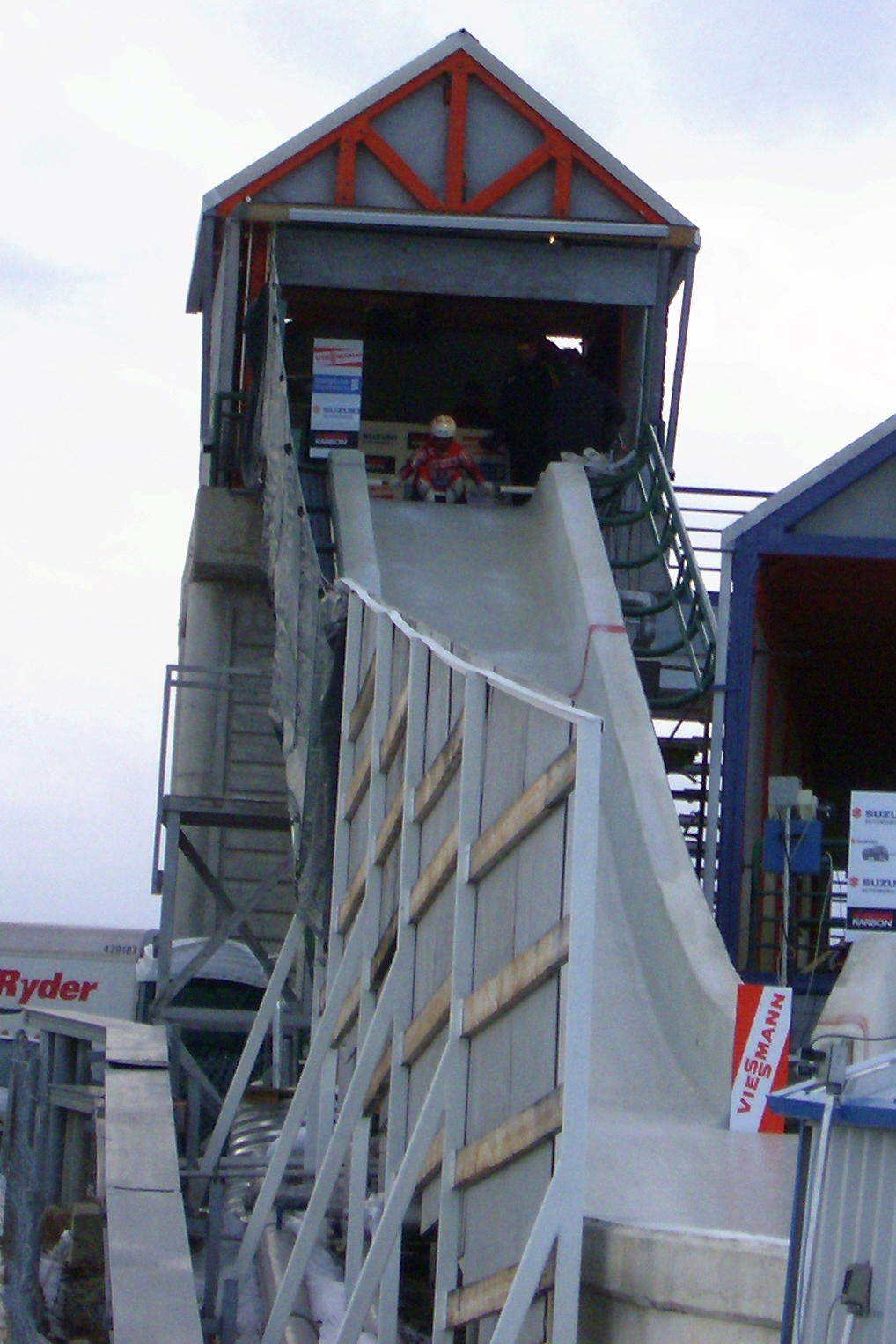
Tor saneczkarski w Calgary, wybudowany na Zimowe Igrzyska Olimpijskie 1988

Pierwszy australijski bobsleista reprezentował Wielką Brytanię. Frederick McEvoy jechał podczas igrzysk w 1936 w brytyjskiej dwójce i czwórce, zdobywając odpowiednio czwarte miejsce i brązowy medal. Australia pierwszy raz brała udział w zawodach w bobslejach w 1988 i uczestniczyła już w każdej olimpiadzie, z wyjątkiem igrzysk w 2002.
Paul Narracott był pierwszym Australijczykiem biorącym udział w igrzyskach letnich i zimowych: podczas Letnich Igrzysk Olimpijskich 1984 startował w konkurencjach lekkoatletycznych, a w bobslejach na Zimowych Igrzyskach Olimpijskich 1992. Australijscy zawodnicy brali udział w saneczkarstwie w 1992 i 1994, w skeletonie natomiast niemal podczas każdych igrzysk, prócz tych w Salt Lake City.
Na igrzyskach w 2006 Australia była reprezentowana we wszystkich tych trzech sportach. Swoje ekipy miała w dwójkach mężczyzn i kobiet; ponadto była pierwszym krajem, któremu nie udało się uzyskać kwalifikacji olimpijskiej w czwórkach mężczyzn podczas Challenge Cup 2006. Australijski Komitet Olimpijski próbował umożliwić tej załodze start wykorzystując fakt, iż jeden z członków mającej zapewniony start na igrzyskach ekipy brazylijskiej, Armando dos Santos, brał narkotyki. Próby zastąpienia ekipy z Brazylii zakończyły się jednak fiaskiem. Hannah Campbell-Pegg zajęła 23. miejsce w saneczkarstwie. Michelle Steele natomiast, wybrana jako mająca potencjalne szanse na medal w skeletonie spośród zawodniczek nie trenujących sporty zimowe (wcześniej trenowała sporty plażowe), z powodu braku doświadczenia uzyskała dopiero 13. miejsce. W skeletonie wśród mężczyzn Australię reprezentował Shaun Boyle.

### Łyżwiarstwo szybkie
Australijski debiut na zimowych igrzyskach olimpijskich stanowił występ łyżwiarza szybkiego, Kennetha Kennedy'ego, podczas igrzysk w 1936. Zawodnicy z Australii brali udział w zawodach w łyżwiarstwie szybkim bądź w short tracku podczas każdych igrzysk, z wyjątkiem 1964. Colin Hickey był siódmy w 1956 na 500 i 1000 metrów. Colin Coates sześciokrotnie brał udział w zimowych igrzyskach olimpijskich, od 1968 do 1988, z najlepszym wynikiem zawodnika z Australii przed igrzyskami w Lillehammer – był szósty w 1976 na 10 000 metrów.
Australia zdobyła pierwsze mistrzostwo świata w sporcie zimowym kiedy sztafeta w short tracku wygrała podczas Mistrzostw Świata 1991 w Sydney. Także pierwszy medal zimowych igrzysk olimpijskich został zdobyty w short tracku – był to brąz zdobyty przez sztafetę męską w Lillehammer 1994. Steven Bradbury zdobył pierwszy złoty medal dla Australii podczas igrzysk w Salt Lake City w 2002. W 2006 Australię reprezentowało w short tracku pięciu mężczyzn oraz Emily Rosemond, natomiast żaden a Australijczyków nie brał udziału w biegach na dłuższych dystansach.

### Hokej na lodzie
Australia brała udział tylko raz w zawodach w hokeju na lodzie, w 1960. Drużyna przegrała wszystkie mecze i zajęła ostatnie miejsce w gronie 9 zespołów.

### Curling
Australia nie brała udziału w zawodach w curlingu jako w oficjalnym sporcie igrzysk, ale uczestniczyła w nim jako w sporcie pokazowym (w 1992). Sport ten zaczął być od 1998 rozgrywany oficjalnie jako sport igrzysk, jednak Australia nigdy już nie brała udziału w tych zawodach.

### Snowboarding
Zeke Steggall, brat brązowej medalistki Zali Steggall, reprezentował swój kraj w pierwszych dwóch występach na igrzyskach zimowych w snowboardzie. W skład drużyny olimpijskiej na igrzyska w 2006 wchodziło dziewięciu snowboardzistów, którzy brali udział we wszystkich trzech konkurencjach wśród kobiet i mężczyzn.
Byli to: Mitchell Allan (halfpipe), Torah Bright (halfpipe), Andrew Burton (halfpipe), Holly Crawford (halfpipe), Damon Hayler (snowboard cross), Ben Mates (halfpipe), Emanual Oppliger (slalom równoległy), Johanna Shaw (slalom równoległy) and Emily Thomas (snowboard cross). Bright uplasował się na 5. pozycji, natomiast Hayler na 7.

## Australia na zimowych igrzyskach paraolimpijskich
Australia brała udział w każdej zimowej paraolimpiadzie. Pierwszy medal igrzysk paraolimpijskich dla Australii został zdobyty w 1992; później na każdej paraolimpiadzie ktoś z Australii zajmował medalową pozycję. Każdy z tych medali był zdobywany w narciarstwie alpejskim.
Na Zimowych Igrzyskach Paraolimpijskich 1992 australijscy sportowcy zdobyli 4 medale – jedno złoto, jedno srebro i dwa medale brązowe. Michael Milton, narciarz alpejski po amputacji, zdobył złoty medal w slalomie oraz srebrny w supergigancie. David Munk, narciarz mający porażenie kończyn dolnych, zajął 3. pozycję w supergigancie, a Michael Norton, z podobną niepełnosprawnością, zdobył brąz w zjeździe.
W 1994 Australia zdobyła 9 medali: trzy złote, dwa srebrne i cztery brązowe. Milton zdobył złoto w slalomie gigancie, srebro w slalomie i brąz w zjeździe i supergigancie. Norton wygrał zawody w slalomie i supergigancie. James Paterson, narciarz z mózgowym porażeniem dziecięcym, zdobył srebrny medal w zjeździe i brązowy w slalomie gigancie. Munk zajął 3. pozycję w slalomie gigancie. Ponieważ dla każdego rodzaju niepełnosprawności rozgrywane są oddzielnie zawody, obaj Paterson i Munk zdobyli brązowe medale w slalomie gigancie. Na igrzyskach w 1998 medale dla Australii zdobył tylko Paterson, zajmując 1. miejsce w zjeździe i 3. miejsce w slalomie.
| Australia na zimowych igrzyskach paraolimpijskich | Australia na zimowych igrzyskach paraolimpijskich | Australia na zimowych igrzyskach paraolimpijskich | Australia na zimowych igrzyskach paraolimpijskich | Australia na zimowych igrzyskach paraolimpijskich |
| ------------------------------------------------- | ------------------------------------------------- | ------------------------------------------------- | ------------------------------------------------- | ------------------------------------------------- |
| Rok                                               | Złoto                                             | Srebro                                            | Brąz                                              | Razem                                             |
| 1992                                              | 1                                                 | 1                                                 | 2                                                 | 4                                                 |
| 1994                                              | 3                                                 | 2                                                 | 4                                                 | 9                                                 |
| 1998                                              | 1                                                 | 0                                                 | 1                                                 | 2                                                 |
| 2002                                              | 6                                                 | 1                                                 | 0                                                 | 7                                                 |
| 2006                                              | 0                                                 | 1                                                 | 1                                                 | 2                                                 |
| 2010                                              | 0                                                 | 1                                                 | 3                                                 | 4                                                 |

Na igrzyskach w 2002 zawodnicy z Australii zdobyli 7 medali, w tym aż 6 złotych i jeden srebrny. Michael Milton wygrał we wszystkich konkurencjach, zdobywając w sumie cztery złote medale w zjeździe, supergigancie, slalomie gigancie i slalomie. Niewidomy Bart Bunting, prowadzony przez Nathana Chiversa, wygrał złoty medal w zjeździe i supergigancie, i srebrny w slalomie gigancie.
W 2006 Australia wysłała na paraolimpiadę pierwszą kobietę – Emily Jansen, narciarkę z amputowanymi nogami. James Millar, urodzony bez prawego przedramienia, był pierwszym od 1980 biegaczem narciarskim reprezentującym Australię. Brał on udział także w biathlonie. Dla Australii celem na te igrzyska było zdobycie dwóch medali. Cel ten został spełniony dzięki brązowemu medalowi Toby'ego Kane'a w supergigancie i srebrnemu medalowi Michaela Miltona w zjeździe, dla którego były to już ostatnie igrzyska. 